# 5e armée (Italie)
Pour les articles homonymes, voir 5e armée.
La 5e armée italienne (en italien: 5ª Armata (Regio Esercito)) est une unité militaire de l'armée royale italienne (Regio Esercito Italiano) pendant la Première et la Seconde Guerre mondiale.

## Première Guerre mondiale
Au cours de la Première Guerre mondiale, la 5e armée est créée le 25 mai 1916 pour aider à stopper l'offensive autrichienne du Trentin, avant sa dissolution le 2 juillet 1916.

### Contingent
- XXIVe corps d'armée (Luciano Secco)
- XXe corps d'armée (Ettore Mambretti)
- XXIIe corps d'armée (Evaristo Mossolin)
- XXVIe corps d'armée (Luca Montuori)
- VIIIe corps d'armée (Ottavio Briccola)

### Commandement
- Pietro Frugoni (jusqu'au 19 juin 1916)
- Settimio Piacentini

## Seconde Guerre mondiale
La cinquième armée est reformée en 1939 pour défendre la Libye contre les Français en Tunisie et en Algérie. Après la fin de la bataille de France, la cinquième armée devient une source d'hommes et de fournitures pour la 10e armée italienne à la frontière avec l'Égypte. L'armée est dissoute le 16 février 1941 et incorporée au quartier général de l'Afrique du Nord. L'armée est rapidement réformée en Afrique du Nord entre le 15 avril 1941 et le 5 septembre 1941. Elle fut à nouveau réformée en Italie le 10 avril 1942 pour défendre la Toscane, la Sardaigne et à partir de novembre 1942 également la Corse. En septembre 1943, après l'armistice de Cassibile, la 5e armée se rend aux Allemands.

### Commandement
- Italo Gariboldi (1939 – février 1941)[2]
- Mario Caracciolo di Feroleto (avril 1941 – septembre 1941 ; avril 1942 – septembre 1943)

### Contingent (juin 1940)
- Xe corps d'armée
  - 25ª Divisione Fanteria Bologna
  - 55ª Divisione Fanteria Savona
  - 60ª Divisione Fanteria Sabratha
- XXe corps d'armée
  - 17ª Divisione Fanteria Pavie
  - 61ª Divisione Fanteria Syrte
  - 27ª Divisione Fanteria Brescia
- XXIIIe corps d'armée
  - 1ª Divisione CCNN “23 Marzo”
  - 2ª Divisione CCNN “28 octobre”